# Nieuwe-Eglantierpolder
De Nieuwe-Eglantierpolder is een polder tussen Terneuzen en Axel, behorende tot de Polders tussen Axel, Terneuzen en Hoek, in de Nederlandse provincie Zeeland. 
De polder werd ingedijkt in 1648. Ze ligt ten oosten van de Graaf Jansdijk. In de polder bevindt zich de Spuikreek, een afwateringskanaal dat de Axelse Kreek met de Otheense Kreek verbindt.